# St. Georg (Bad Freienwalde)
Die ehemalige Kirche St. Georg befindet sich in Bad Freienwalde (Oder) im Landkreis Märkisch-Oderland. Das Gebäude wird heute als Konzertsaal genutzt. Der Konzertsaal befindet sich an der Ecke Königstraße und Georgenkirchstraße. Die Kirche St. Georg ist denkmalgeschützt.

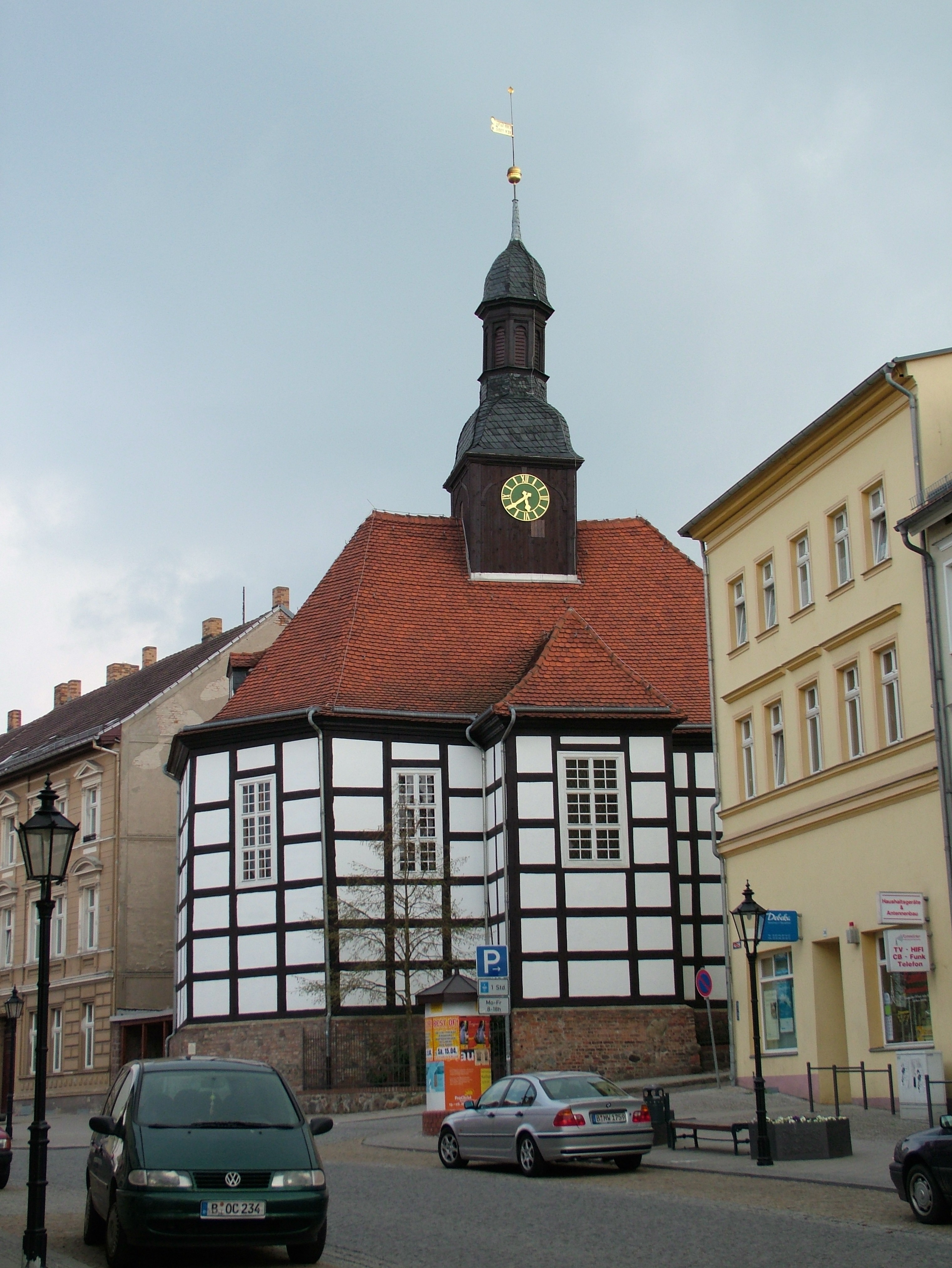
Die Kirche St. Georg von der Königstraße aus

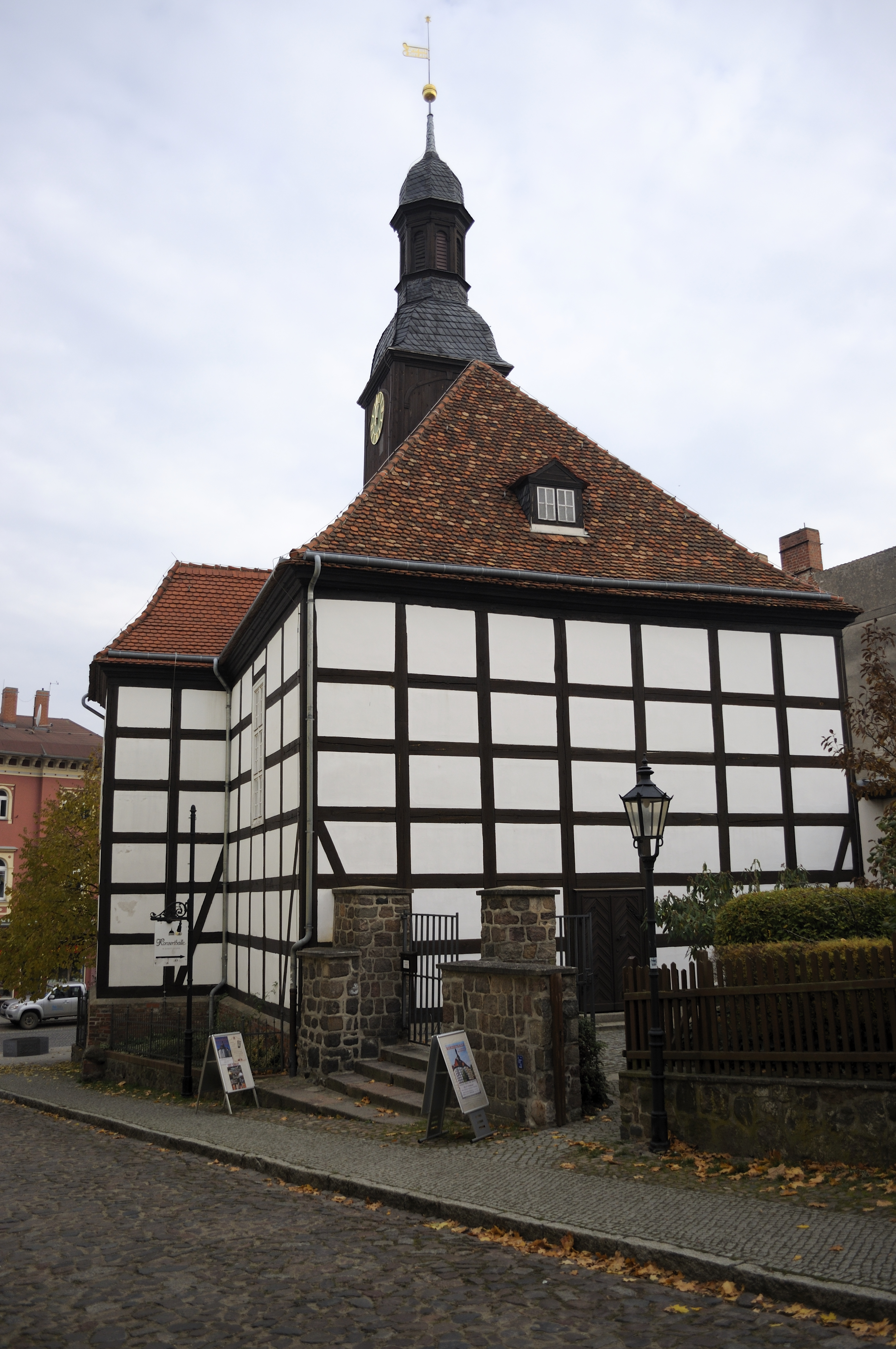
Die Kirche von der Georgenkirchstraße aus

## Geschichte
Das Grundstück, auf dem das Gebäude steht, gehörte zum Hospital St. Georg. Das Hospital entstand mit Gründung von Bad Freienwalde im 14. Jahrhundert. Damals befand sich das Hospital außerhalb der Stadt. Im Jahre 1622 wurde das Gelände in das Stadtgebiet integriert. Ein Vorgängerbau wurde 1694 wegen Baufälligkeit abgerissen. Im Jahre 1696 wurde unter dem Baumeister Bernd Ringelahn das jetzige Gebäude errichtet. Der erste Gottesdienst wurde am 30. Oktober 1698 gefeiert.
Während der Napoleonischen Kriege wurde die Kirche in den Jahren 1812 bis 1814 als Futterlager genutzt, danach als Scheune. In den Jahren 1825 bis 1826 wurde die Kirche renoviert, die Schäden aus der Nutzung als Scheune wurden beseitigt. Eine weitere Renovierung erfolgte dann von 1848 bis 1851. 1881 wurde die Orgel eingebaut, diese musste aber bereits 1895 von der Firma Sauer aus Frankfurt (Oder) umgebaut werden. Im gleichen Jahr wurde der Turm umgebaut und das Dach neu mit Schiefer gedeckt.
In den 1930er Jahren war die Kirche baufällig, ein geplanter Abriss wurde aber abgelehnt. Erst im Jahre 1949 wurde mit Reparaturen begonnen. 1955 wurde das Gebäude wieder als Kirche geweiht. Mit Schließung der Kirche wurde das Gebäude Eigentum des Kreises. Im Jahr 1977 wurde ihr Abriss zugunsten eines Parkplatzes geplant. Aktivitäten einzelner Einwohner verhinderten dies. Von 1978 bis 1986 wurde das Gebäude weitgehend in Feierabend- und Wochenendarbeit saniert, so wurde unter anderem das Fachwerk neu erstellt. Die so entstandene Konzerthalle hat 140 Plätze und wurde am 14. November 1986 eröffnet.

## Gebäude
Die Kirche befindet sich an der Königstraße Ecke Georgenkirchstraße. Die Kirche ist in Ost-West-Richtung ausgerichtet, so dass der Chor sich an der Königstraße befindet.
Die Saalkirche ist ein Fachwerkständerbau. Unter dem Fachwerk befindet sich ein Mauersockel. An den Annexen als Querhäuser. Auf dem Walmdach befindet sich ein Dachturm. Der Turm befindet sich zentral auf dem Dach. Der untere Teil ist verbrettert und trägt eine Uhr, der obere Teil ist eine Welsche Haube mit Laterne.

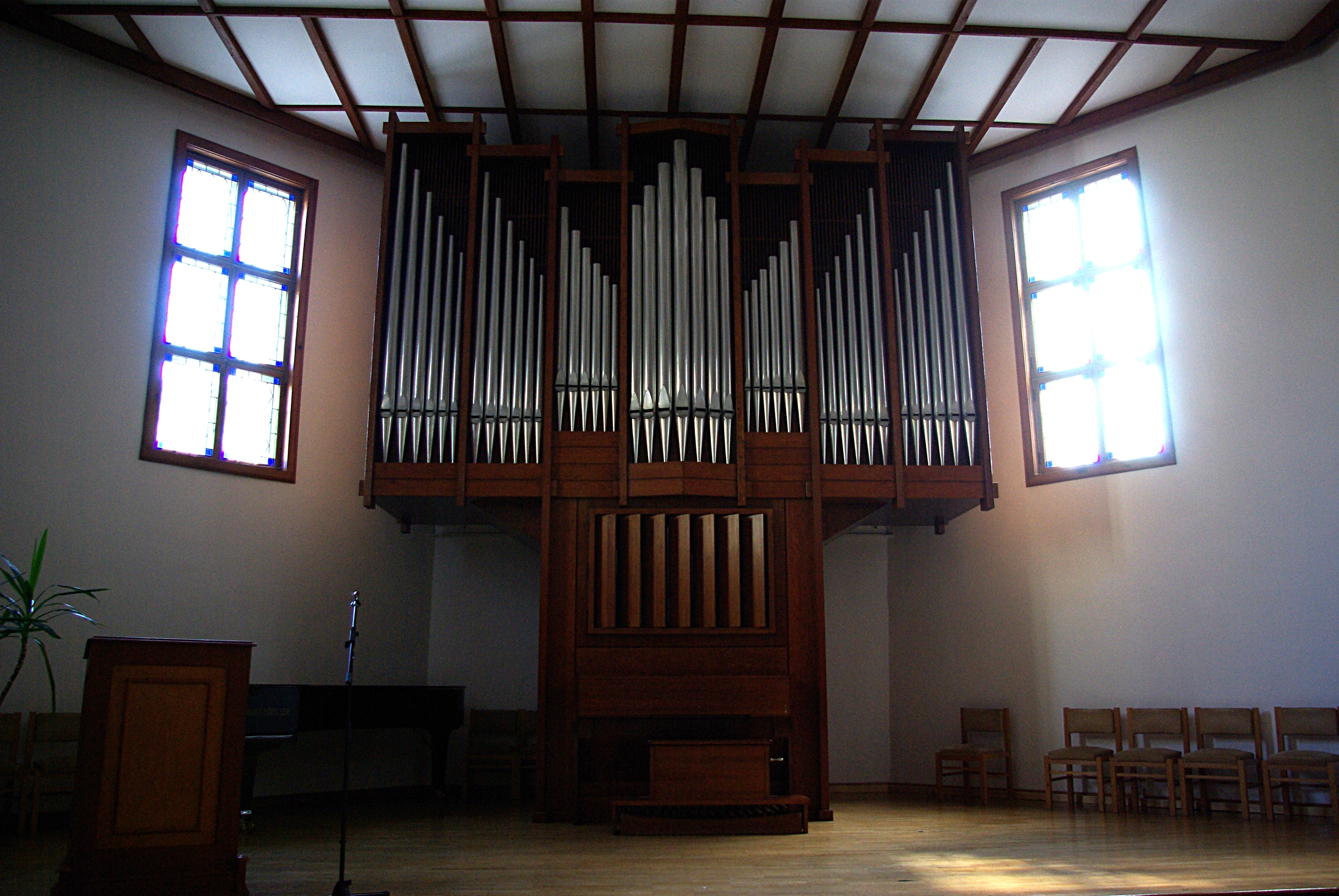
Die Orgel der Firma Sauer

Das Innere wurde bei der Errichtung in den Jahren um 1985 als Konzertsaal neu gestaltet. Der Altarraum ist jetzt ein Orchesterpodium. Dort befindet sich eine Orgel der Firma Sauer aus Frankfurt (Oder). Die Hufeisenempore, die Deckenverkleidung und weitere Einrichtungsgegenstände sind ebenfalls aus dieser Zeit. Unter der Empore befindet sich ein Epitaph für Joachim Prignitz (1646 bis 1704). Der Kanzelaltar aus dem Jahr 1696 befindet sich heute in der Dorfkirche Bliesdorf.